# Cissa de Sussex
Cissa (pronunciat /ˈtʃɪsɑː/) va ser un dels líders saxons, juntament al seu pare i els seus germans, que van realitzar una invasió a la costa sud de l'illa de la Gran Bretanya l'any 477. Alguns autors li atribueixen la fundació del regne de Sussex, mentre que altres creuen que el fundador va ser el seu pare, Aelle i d'altres creuen que tots dos só personatges llegendaris.

## Fonts històriques

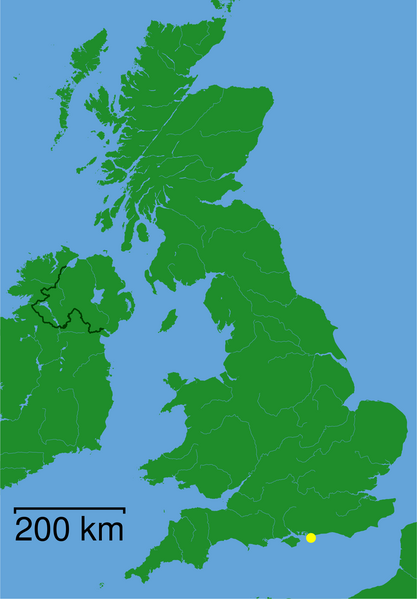
Localitació de Selsey, on probablement va desembarcar.

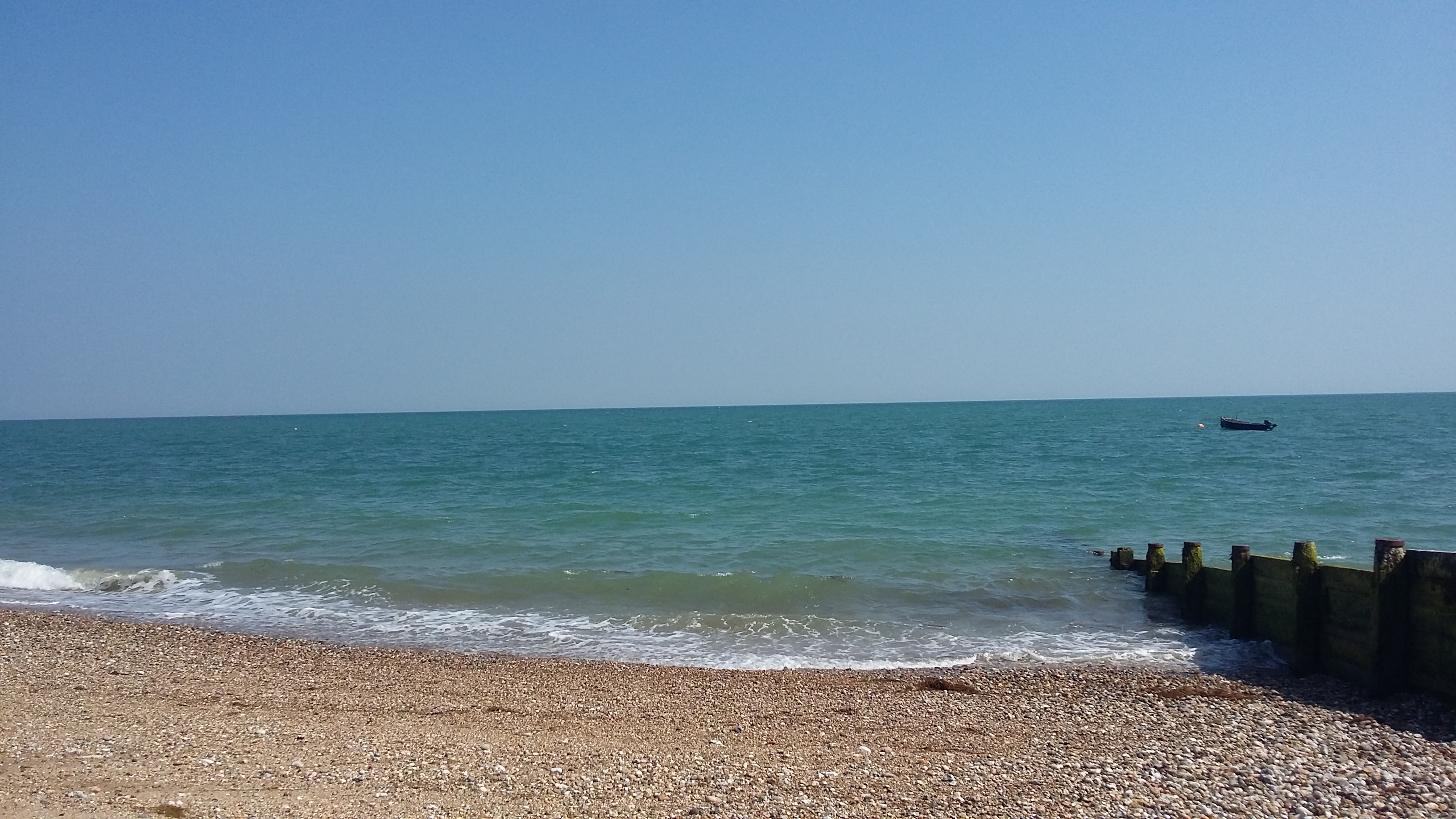
Costa de Selsey